# Severin Nilsons ateljéstuga
Severin Nilsons ateljéstuga är en konstnärsateljé i Asige socken, Falkenbergs kommun i Hallands län. Byggnaden, som var konstnären och fotografen Severin Nilsons barndomshem, uppfördes som torp troligen omkring år 1853 och blev byggnadsminne den 28 november 2018. Den utgör sedan 1960-talet ett museum över konstnären. Fastighetsbeteckningen är Haga 3:2.

## Historia
Konstnären och fotografen Severin Nilson föddes år 1846 i Asige. Ateljéstugan, som var hans barndomshem, flyttade han år 1885 till Björsgård och inredde ett av rummen till ateljé, som han nyttjade sommartid. Nilson skildrade i sina verk de traditionella miljöer han såg och de människor han mötte och han har kallats "Hallands egen landskapsskildrare".
Severin Nilsons föräldrar var husfolk på Knobesholms gård och när han var ett år flyttade familjen till torpet Källeberg under Knobesholm, där de bodde fram till år 1852, då de flyttade till torpet Sveaberg, även det under Knobesholm, när hans far fick anställning som smed på Knobesholm. Familjen kom att bo där fram till år 1885, året efter faderns död. Då köpte Severin Nilson gården Björsgård.
Björsbo förekommer i arkiven första gången år 1785 och har bestått av två gårdar under en längre tid. Den norra gården uppfördes år 1785, medan den södra gården byggdes någon gång under perioden 1830–1875. Severin Nilson köpte den norra gården år 1885, dit hans syster Charlotta flyttade med sonen Karl och deras mor. Gården var kringbyggd med stugan i öster och en länga i vardera av de övriga väderstrecken. Enligt uppgift var mangårdsbyggnaden i så dåligt skick, att Severin Nilson lät flytta sitt barndomshem till gården i samband med att han köpte den. Gården var ett exempel på den sydsvenska gården med kringbyggda gårdar och halmtäckta längor. Den södra längan var troligen uppförd i början av 1780-talet. Både den södra och den västra längan var i dåligt skick och revs under Severin Nilsons tid. Den norra längan byggdes om och inreddes till bostad i den östra delen. Efter Severin Nilsons död byggdes den till åt väster omkring år 1925. Den östra delen har senare rivits någon gång under åren 1945–1966.
Riksantikvarieämbetet och Nordiska museet menar att stugan skulle kunna vara från början av 1800-talet, men torpet Sveaberg existerade bara under åren 1853–1885, det vill säga under de år familjen Nilsson bodde där. Enligt arkiven uppfördes ett antal torpstugor vid Knobesholm under andra halvan av 1800-talet, varför stugan enligt byggnadsminnesinventeringen borde vara byggd ungefär år 1853.
Nilson hade även en andra ateljéstuga; Bolestugan i Trönninge utanför Varberg, vilken han köpte i början av 1900-talet och där han tillbringade sina sista somrar. På Severins Nilsons tid använde konstnärer sig ofta av flera stugor, för att kunna vara på samma plats under en längre tid och därmed minska resandet, som tog tid. Konstnärerna reste runt för att dokumentera den försvinnande kulturmiljön.
Efter Severin Nilsons död år 1918 togs gården över av sonen Knut Eberstein, som sålde den år 1931. Den 1 juli 1963 köptes stugan av Asige hembygdsförening för 4 000 kronor, inklusive ett nyttjanderättsavtal på marken på 49 år. Efter köpet genomfördes i samråd med landsantikvarien en renovering, såväl invändigt som utvändigt. Ytterligare renoveringar har genomförts under åren. Nyttjanderättsavtalet förnyades år 2012 för en tid på 50 år. Hembygdsföreningen har bevarat stugan som ett museum över Severin Nilson.

## Beskrivning
Ateljéstugan är uppförd i skiftesverkskonstruktion och klädd med rödslammad lockpanel. Fönster, fönsterfoder, fönsterbrädor, vindskivor, liksom förstukvistens detaljer och skorstenen, är vitmålade. Den står på en sockel av granit och taket är täckt med råghalm. Stugan har fem fönster, varav ateljéns fönster mot norr är förstorat. Huvudentrén har en förstukvist och på stugans västra sida finns en köksingång.
Byggnaden, som är en parstuga, är cirka 50 kvadratmeter stor och består av ateljé, kök, förstuga och stuga. Golven består av ospontade plankgolv, medan förstugans golv är belagt med en fernissad linoleummatta. Väggarna är antingen klädda med pärlspont, eller tapetserade med mönstrade tapeter. Köket domineras av en stor vitputsad spis. Enligt uppgift var stugan 25 kvadratmeter när den flyttades till Björsgård, men den byggdes till i samband med flytten. Åsikterna går isär om hur stugans ursprungliga planlösning såg ut.
Exteriört har stugan i stort sett behållit de karaktäristiska dragen av en mellanhalländsk torpstuga. Invändigt förändrade Severin Nilson den för att kunna använda den som ateljé. Stugan har bevarats väl sedan hans tid.
Ateljéstugan har enligt länsstyrelsen ett synnerligen stort kulturhistoriskt värde, med hänvisning till ett starkt personhistoriskt värde kopplat till Severin Nilsons konstnärskap och de berättelser den kan förmedla om hans liv och konstnärskap.

## Galleri

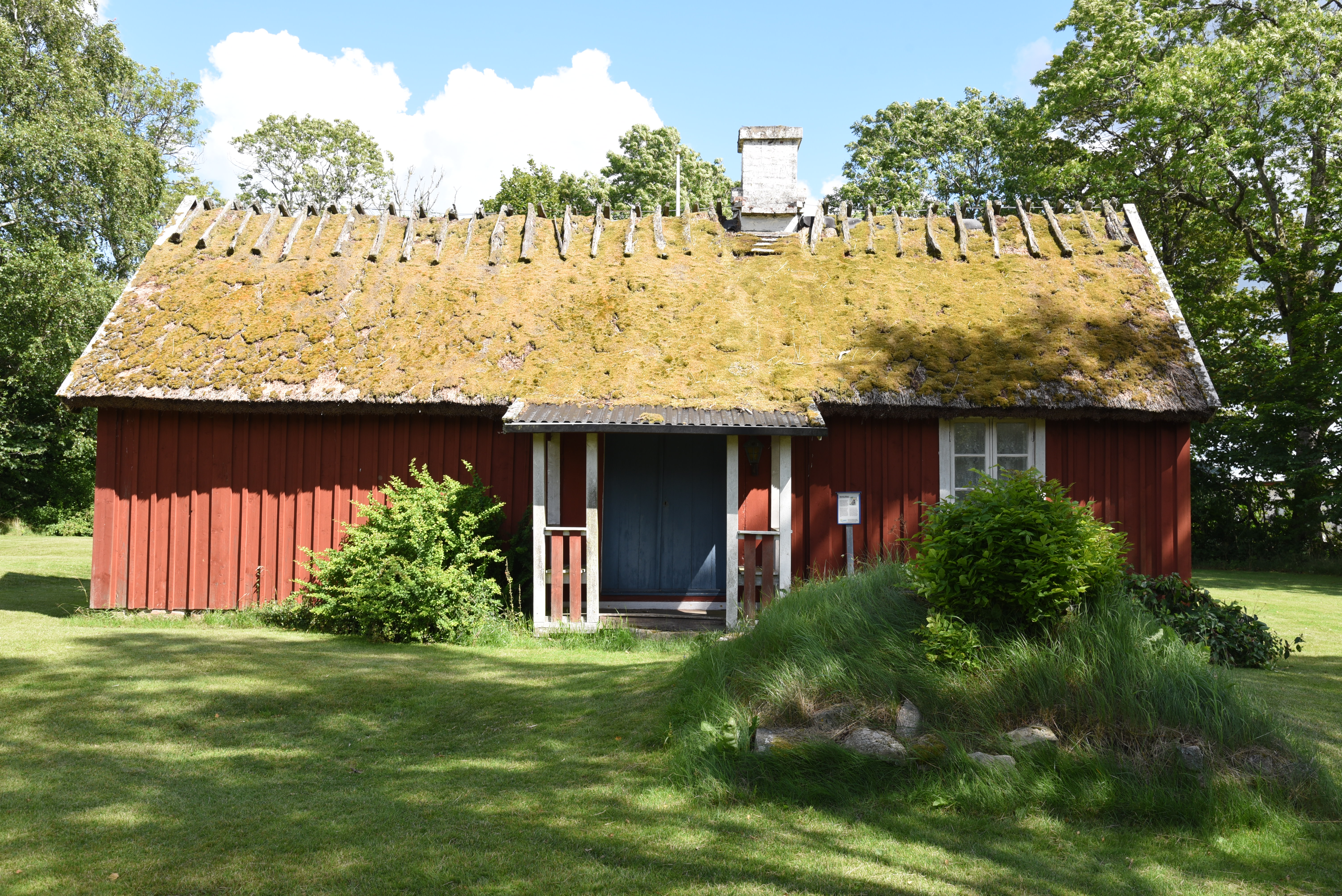
Västra fasaden med förstukvisten.
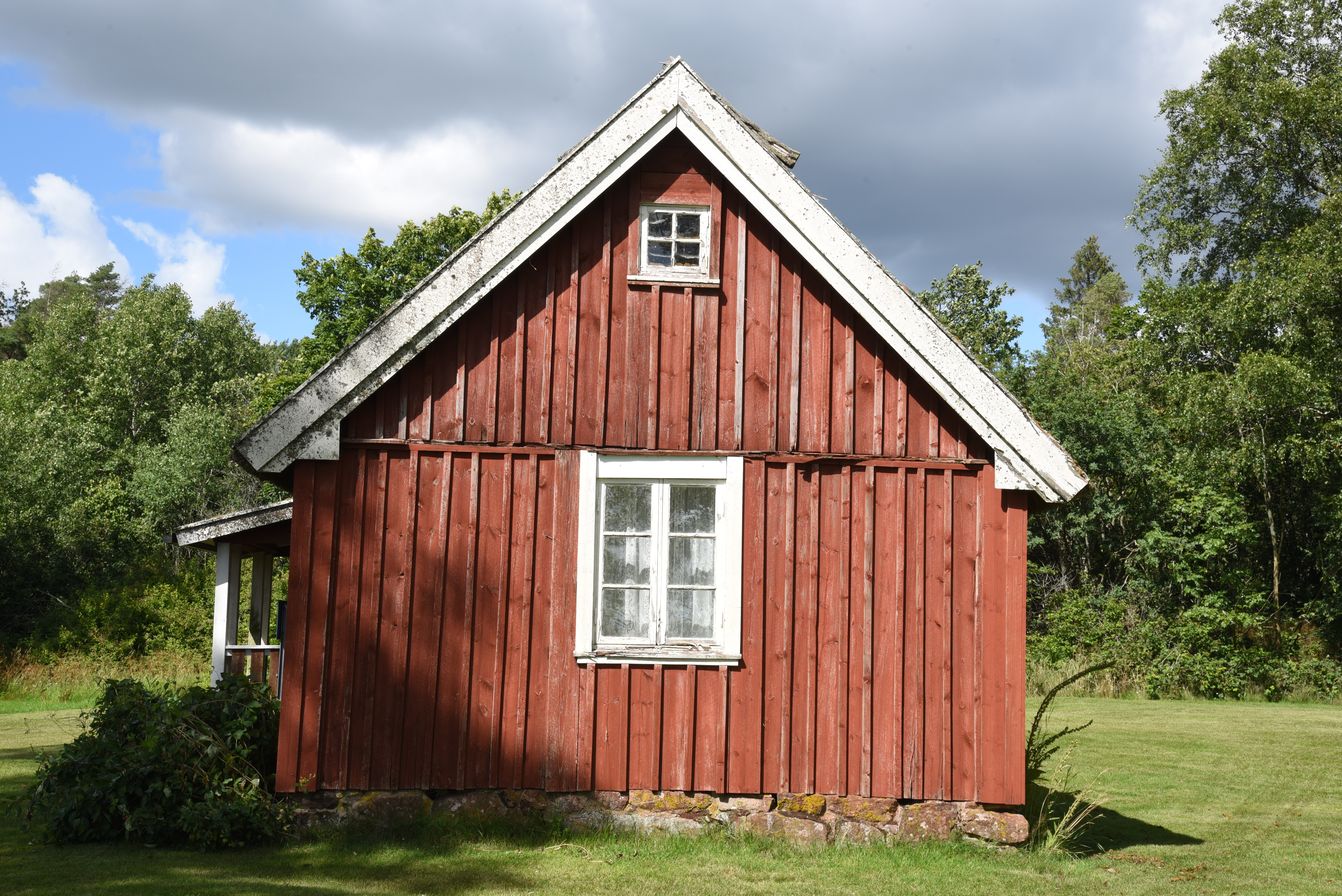
Södra gaveln.
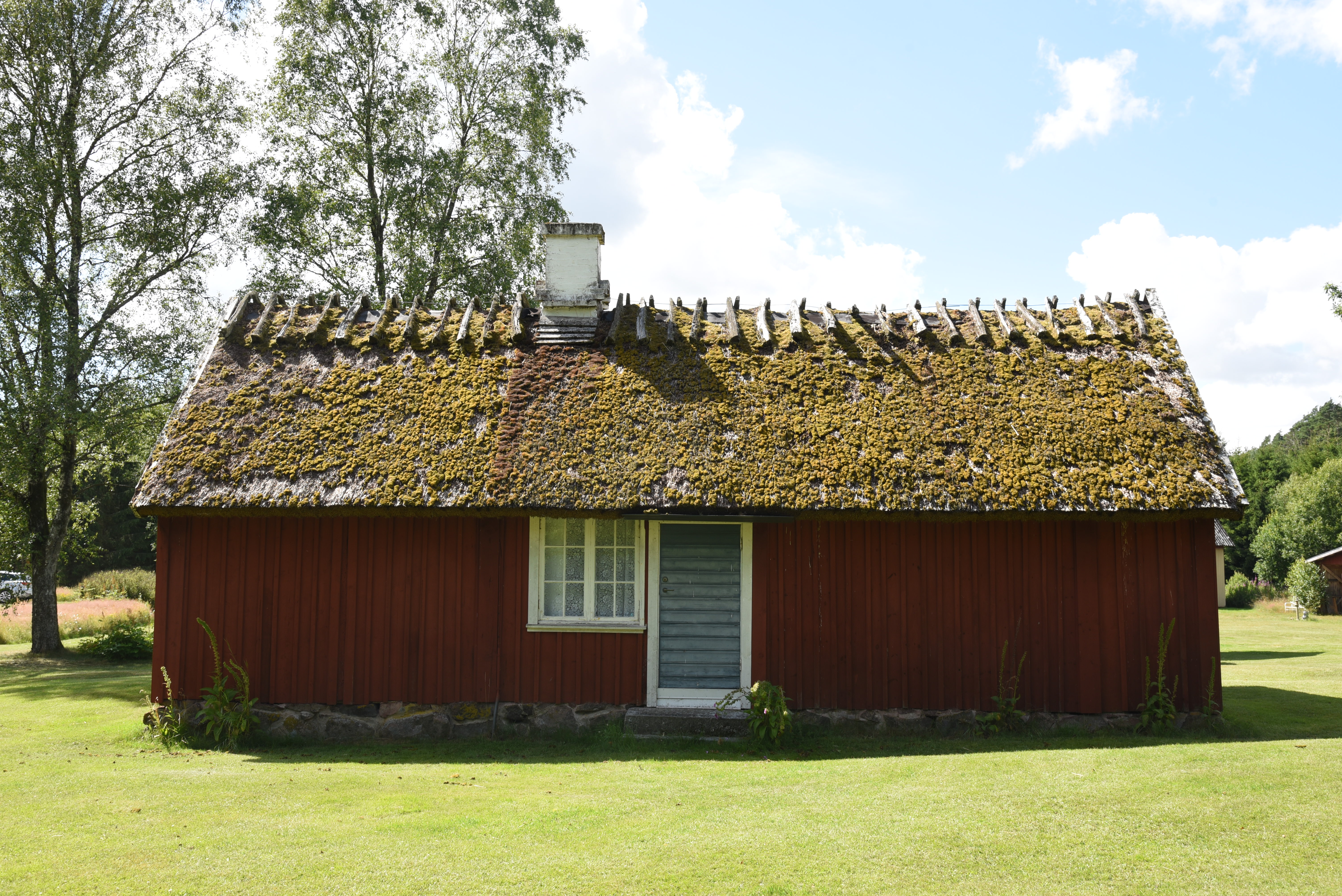
Östra fasaden med köksingången.
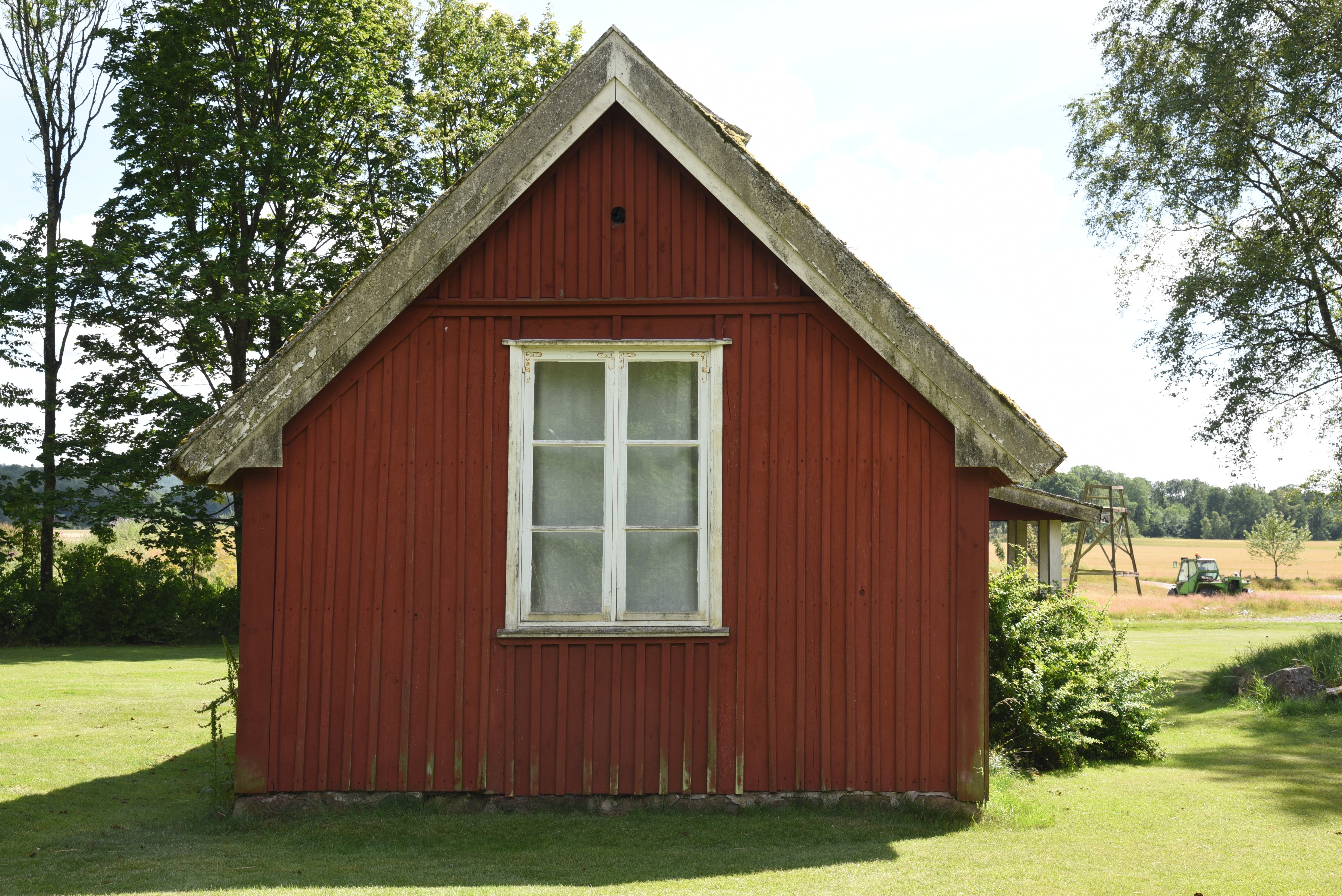
Norra gaveln med ateljéfönstret.